# 見鬼 (電影)
《見鬼》（英語：The eye）是一部2002年香港和新加坡合作的恐怖片，由彭氏兄弟彭順和彭發導演，許月珍和彭氏兄弟共同編劇，李心潔、周俊偉、盧巧音、Chutcha Rujinanon和方展發主演。李心潔憑本片榮獲第39屆金馬獎和第22屆香港電影金像獎最佳女主角。
2008年，荷里活重拍版《變眼》由謝茜嘉·艾芭主演。

## 劇情簡介
女主角汶自幼失明，幸好她天性乐观又有家人在一边悉心照料和支持，因此她过得一直还算开心，但能用自己的眼睛看到这个世界一直都是她和家人的最大愿望。终于有一天，她接受了角膜移植开始能够看到周围的事物，但却也因此带来了无尽烦恼。见到光明的汶发现，自己看到的世界与别人看到的世界有所不同，她除了能看到一些常人能看到的东西，还能看到一些别人看不见的东西，比如：如轻烟般飘荡的人形；薄如纸板的人在街上走；站在墙角一动不动的人；哭着不停跑楼梯的小孩；舔叉烧的母女；双脚浮起的老伯等。汶向别人讲述她看到的事物，却不被人信任。更令她感觉恐怖的是她在镜子中看到的竟然不是自己而是另外一个女人，她开始变得有些歇斯底里，并渐渐痛恨自己所看到的这一切，甚至希望自己能和原来一样不要看到任何东西。在仔细思量之下，汶认定这一切一定都是因为自己移植来的角膜所引起，于是她决定追查角膜的来源，找寻自己见鬼的原因。角膜之前的主人玲是一个泰国人，在华医生的陪同下汶追踪到泰国，却发现玲原来是个有特异功能的“千里眼”，她能预知未来但却得不到别人的承认。一次，她预见将有一场大火毁掉自己所在的村子，但却无力拯救自己的村庄和这里的人们，悲痛之下她自杀身亡。在移植了玲的角膜之后，汶因此也和玲一样有了特异功能。正当汶要离开泰国时，她和玲一样预见到将有一场灾难发生，而只有她能阻止这一切发生。

## 角色介紹
- 李心潔 飾演 趙嘉汶
- 周俊偉 飾演 華醫生
- 盧巧音 飾演 趙嘉汶姐姐
- 澄江露吉娜儂（Chutcha Rujinanon）饰演 玲
- 方展發

## 獎項
| 頒獎典禮                  | 獎項         | 名字                                           | 結果 |
| ------------------------- | ------------ | ---------------------------------------------- | ---- |
| 第39屆金馬獎              | 最佳女主角   | 李心潔                                         | 獲獎 |
| 第39屆金馬獎              | 最佳視覺效果 | 先濤數碼企畫有限公司                           | 獲獎 |
| 第39屆金馬獎              | 最佳音效     | 彭順, Sansab Team, Kantana Animation Co., Ltd. | 提名 |
| 第22屆香港電影金像獎      | 最佳女主角   | 李心潔                                         | 獲獎 |
| 第22屆香港電影金像獎      | 最佳剪接     | 彭氏兄弟                                       | 提名 |
| 第22屆香港電影金像獎      | 最佳視覺效果 | 何文植、杜啟榮、梁偉傑、王獻良                 | 提名 |
| 第22屆香港電影金像獎      | 最佳音響效果 | Sansab Team and Oxide Pang                     | 提名 |
| 第9屆香港電影評論學會大獎 | 最佳女演員   | 李心潔                                         | 提名 |
| 第9屆香港電影評論學會大獎 | 推薦電影     |                                                | 獲獎 |

## 外部連結
- 香港影庫上《見鬼》的資料（繁體中文）
- 互联网电影数据库（IMDb）上《見鬼》的资料（英文）
- 豆瓣电影上《見鬼》的資料 （简体中文）
- 时光网上《見鬼》的資料（简体中文）
- 爛番茄上《見鬼》的資料（英文）
- Metacritic上《見鬼》的資料（英文）
- Box Office Mojo上《見鬼》的資料（英文）
- AllMovie上《見鬼》的资料（英文）